# Vytautas Sutkus
Vytautas Sutkus (* 15. Mai 1949; † 13. Dezember 2020) war ein litauischer Schachspieler. 1991 errichtete Sutkus die Lietuvos korespondencinių šachmatų federacija als Teilorganisation der Lietuvos šachmatų federacija. Er war Sponsor des Robertas-Sutkus-Memorial (2008–2011).

## Erfolge
Von 2010 bis 2012 war Vytautas Sutkus litauischer Einzelmeister im Fernschach. Beim Memorial belegte er den 2. Platz und erfüllte die Norm des Verdienten Internationalen Meisters im Fernschach. 2010 wurde er zum Internationalen Fernschachmeister ernannt.
Seine höchste Elo-Zahl (ICCF) betrug 2418 (2015).

## Familie
Sein Bruder Robertas Sutkus (1953–2008) war Schiedsrichter und Fernschachgroßmeister.